# Etnocentrismo

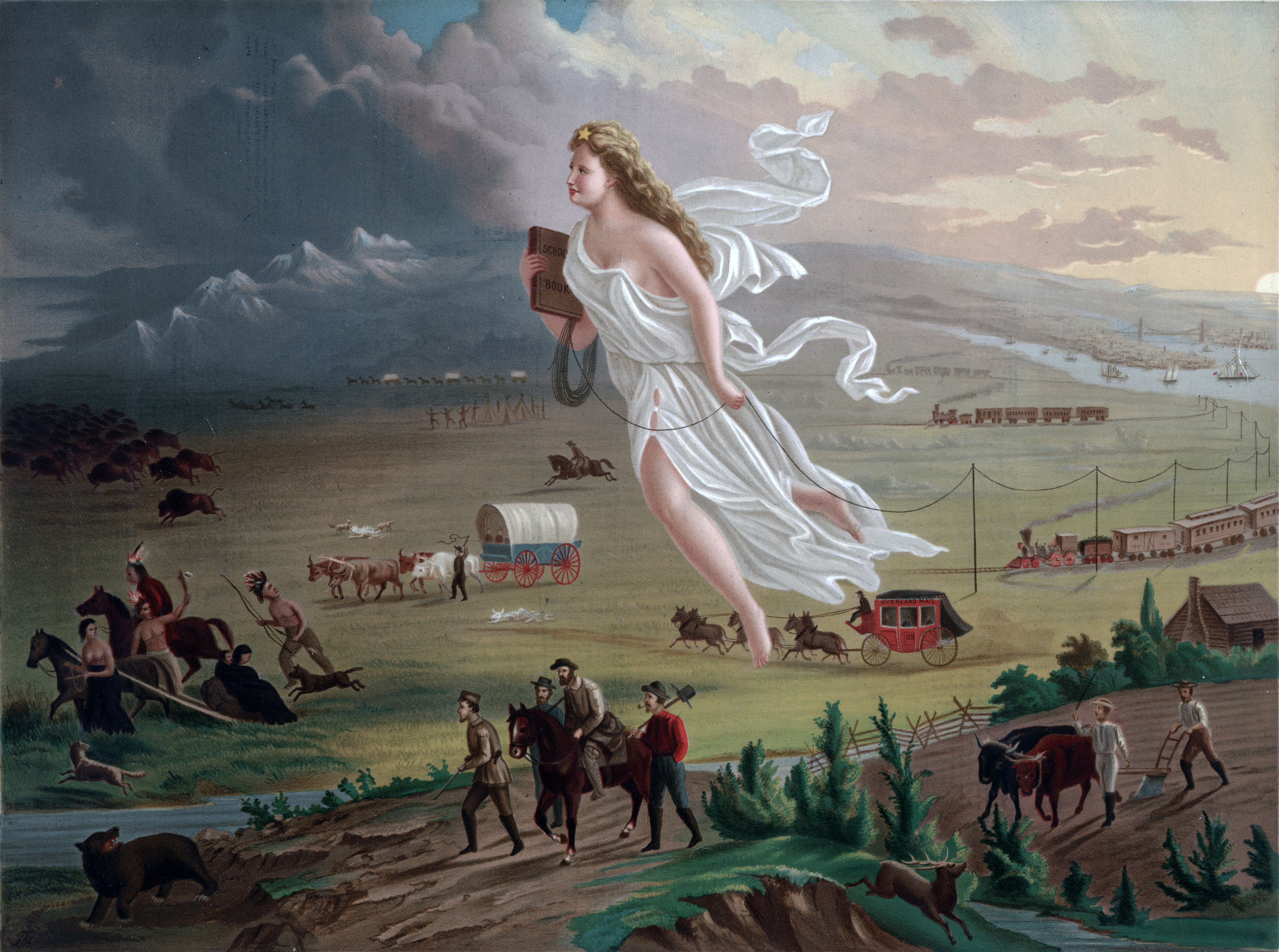
Cuadro de John Gast (alrededor de 1871) titulado El Progreso Estadounidense. Es una representación alegórica del doctrina del destino manifiesto de los Estados Unidos. En la escena, una mujer angelical (a veces identificada como Columbia, una personificación del de Estados Unidos) lleva la luz de la civilización hacia el oeste junto a los colonizadores, tendiendo líneas telegráficas y de ferrocarril mientras viaja. Los amerindios y animales salvajes huyen en la oscuridad hacia el incivilizado Oeste.

El etnocentrismo es un estimativo ideológico a través del cual el individuo analiza el mundo de acuerdo con los parámetros de su propia realidad. Es un concepto elaborado por la antropología para mencionar la tendencia que lleva a una persona o grupo social a interpretar la realidad a partir de sus propios parámetros culturales. El etnocentrismo suele implicar la creencia de que el grupo étnico propio es el más importante, o que algunos o todos los aspectos de la cultura propia sean superiores a los de otras culturas. Este hecho se refleja por ejemplo en los exónimos peyorativos que se dan a otros grupos y en los autónimos positivos que el grupo se aplica a sí mismo. Dentro de esta ideología, los individuos juzgan a otros grupos en relación con su propia cultura o grupo particular, especialmente en lo referido a la lengua, las costumbres, los comportamientos, la religión o las creencias. Dichas diferencias suelen ser las que establecen la identidad cultural. El etnocentrismo se da en muchas culturas, y es un sesgo cognitivo bien descrito en la psicología social.
Antropólogos como Franz Boas y Bronisław Malinowski plantean que todas las ciencias deben trascender el etnocentrismo propio del científico como individuo. Boas desarrolló el principio del relativismo cultural y Malinowski el del funcionalismo como guías para producir estudios no etnocéntricos de las diversas culturas. Los libros The Sexual Life of Savages de Malinowski, Patterns of Culture de Ruth Benedict y Coming of Age in Samoa de Margaret Mead son ejemplos clásicos de antropología no etnocentrista.

## Evolución
El concepto de etnocentrismo en las ciencias culturales como la discriminación William Graham Sumner en el libro “Folkways” publicado en 1906, combina la creencia en que la propia cultura es superior a otras, junto con la práctica de juzgar otras culturas con los estándares de una cultura específica. El “etnocentrismo” puede ser entendido como un universal humano en la medida en que puede ser ejercido por los miembros de cualquier raza, sociedad o grupo. En este sentido, la gente o los pueblos en diferentes culturas tienden a describir las creencias, las costumbres y los comportamientos de su propia cultura en términos estereotípicamente positivos, mientras que las costumbres, creencias y comportamientos de las otras son descritas negativamente.
En situaciones donde se presentan conflictos entre culturas, las creencias etnocéntricas de superioridad son usualmente vinculadas a sentimientos de desconfianza y temor, así como también se relacionan con acciones que son diseñadas para limitar el contacto con miembros del otro grupo y para ejercer discriminación. En medio de conflictos culturales violentos, el etnocentrismo es acompañado por xenofobia, discriminación, prejuicios, separación física de los grupos y una presencia recurrente de estereotipos negativos hacia el otro. Este concepto se relaciona así con el trabajo de Michel Foucault sobre la dinámica del discurso y del poder en la representación de la realidad social, en la medida en que el etnocentrismo, como un orden de discurso propio de un grupo específico, “produce unos modos permisibles de ser y pensar al tiempo que descalifica e incluso imposibilita otros”.
No obstante, también hay interpretaciones alternativas de la naturaleza e implicaciones del etnocentrismo. Una propuesta más reciente, que construye sobre el trabajo de Claude Lévi-Strauss, resalta la dimensión positiva que conlleva el etnocentrismo. La socióloga política Audrey Alejandro argumenta que, mientras que el etnocentrismo efectivamente produce jerarquías sociales, también es un motor de diversidad al reproducir  las disposiciones, prácticas y conocimientos de diferentes colectivos. La diversidad es, pues, a la vez promovida y destruida por la dinámica etnocéntrica. El etnocentrismo, para Alejandro, no merece por tanto ser celebrado o combatido de manera dogmática. Antes bien, es posible cultivar un «etnocentrismo equilibrado», según el cual la persona se permite ser cuestionada y transformada ante la diferencia aun protegiendo dicha diferencia.

## Tipos de etnocentrismo
Se ha propuesto que existen diversas formas de etnocentrismo, entre ellas se encontrarían:
- Etnocentrismo invertido, o xenocentrismo: pensar que la propia cultura es inferior a otras y resulta un obstáculo para la prosperidad o el desarrollo personal.
- Etnocentrismo racial: pensar que los miembros de la propia cultura o etnia tienen una dotación genética que les hace superiores o mejores para el desarrollo de la civilización.
- Etnocentrismo lingüístico: pensar que la lengua propia es más compleja, sutil y adecuada para el pensamiento que las lenguas de otros pueblos que pueden resultar bárbaras, rudas o faltas de expresión o flexibilidad para ciertos fines.
- Etnocentrismo religioso: pensar que la propia creencia religiosa es superior a otras en el sentido de que es la única verdadera, siendo el resto de prácticas y creencias idolatría.

### Eurocentrismo
Una forma particular de etnocentrismo se denomina Eurocentrismo. Este concepto se refiere a la mirada del mundo a partir de la experiencia europea occidental, donde las ventajas o beneficios para los europeos y sus descendientes, se buscan a expensas de otras culturas, justificando esta acción con paradigmas o normas éticas que proclaman beneficios universales para todos. Se habla entonces de una “específica racionalidad o perspectiva de conocimiento que se hace hegemónica colonizando y sobreponiéndose a todas las demás, previas o diferentes, y a sus respectivos saberes concretos, tanto en Europa como en el resto del mundo”. De esta forma, se concluye que el etnocentrismo como tradición intelectual, como método de análisis de culturas dominantes y dominadas o como idea hegemónica de superioridad (como se visualiza en el caso del eurocentrismo) debe ser objeto constante de crítica en la academia por diversas disciplinas tales como el Derecho, la antropología y la sociología, en la medida en que las imposiciones dadas por las hegemonías culturales consideradas de rango superior, distorsionan la realidad cultural y social mundial ignorando o suprimiendo entre sus presupuestos, la existencia de una pluralidad de culturas que quieren “dejar de ser lo que no son” a causa de las transformaciones a las que se ven obligadas a ejecutar con el fin de ser una copia exacta o similar de la cultura dominante que enfrentan estos.

### Afrocentrismo
El afrocentrismo es una visión de la historia del mundo que enfatiza la importancia de los africanos, tomándolos como un solo grupo y a menudo transformándose en sinónimo de personas de raza negra, en la cultura, la filosofía y la historia. Se puede remontar a la labor de los intelectuales negros en los siglos XIX y XX, pero floreció en su forma actual debido al activismo de los intelectuales negros en el movimiento de derechos civiles de los Estados Unidos y en el desarrollo de programas de estudios afroamericanos en las universidades.
Uno de los críticos más destacados del afrocentrismo, Mary Lefkowitz, en defensa de la postura académica mayoritaria, ha caracterizado el afrocentrismo como "una excusa para enseñar mitos como si fueran historia."

### Sinocentrismo
Sinocentrismo (término construido de forma similar a eurocentrismo) es la perspectiva etnocéntrica que considera a China como el centro, y pone en relación con ese centro cualquier otra zona, que será considerada periferia. Antes de la Edad Contemporánea era la forma en que China se veía a sí misma: como la única civilización en el mundo; siendo las naciones extranjeras u otros grupos étnicos considerados como bárbaros. En la época contemporánea, tras verse sometida China al imperialismo europeo y japonés, esta consideración se reduce a la búsqueda de la supremacía china frente a otras naciones.